# Madahoplia niviscutata
Madahoplia niviscutata är en skalbaggsart som beskrevs av Leon Fairmaire 1903. Madahoplia niviscutata ingår i släktet Madahoplia och familjen Melolonthidae. Inga underarter finns listade i Catalogue of Life.